# Musson
Musson là một đô thị của Bỉ. Đô thị này nằm ở tỉnh Luxembourg, vùng Wallonie.
Ngày 1 tháng 1 năm 2007, đô thị này có diện tích 34,81 km², có dân số 4.232 dân với mật độ dân số 121,6 người trên mỗi km².